# Vídeňská radnice
Vídeňská radnice byla postavena v letech 1872–1883 podle plánů architekta Friedricha von Schmidta v novogotickém slohu. Do roku 1960 se nazývala Nová radnice, aby se odlišila od Staré radnice. Sídlí zde vídeňský starosta, zemský hejtman spolkové země Vídeň a městské zastupitelstvo. Stojí na náměstí Rathausplatz v 1. vídeňském okrese Vnitřní Město (Innere Stadt).

## Historie
Když se v roce 1850 v důsledku připojení četných předměstí zvětšila rozloha a značně zvýšil počet obyvatel Vídně, stala se Stará radnice na ulici Wipplinger kapacitně nedostačující. Poté, co byly z císařského rozhodnutí v letech 1858–1865 zbořeny městské hradby a vybudována Ringstraße, bylo v roce 1868 vypsáno výběrové řízení na stavbu nové radnice, z něhož vzešel jako vítěz německý architekt Friedrich von Schmidt. Radnice měla být postavena v místech, kde byly otevřeny další reprezentativní budovy, jako například Vídeňská státní opera v roce 1869, budova parlamentu v roce 1883, nová hlavní budova Vídeňské univerzity v roce 1884 a divadlo Burgtheater v roce 1888.
Původně se zvažovalo místo o 2 km východněji naproti prvnímu vídeňskému městskému parku, který byl vybudován v rámci výstavby Ringstrasse. Nakonec se však přání městské správy soustředilo na otevřený prostor mezi bývalými vídeňskými hradbami a předměstím, který zde existoval v letech 1529–1858. Toto místo sloužilo obráncům Vídně jako volné palebné pole proti útočníkům zvenčí, ale později bylo stále více využíváno pro civilní účely. 

## Architektura

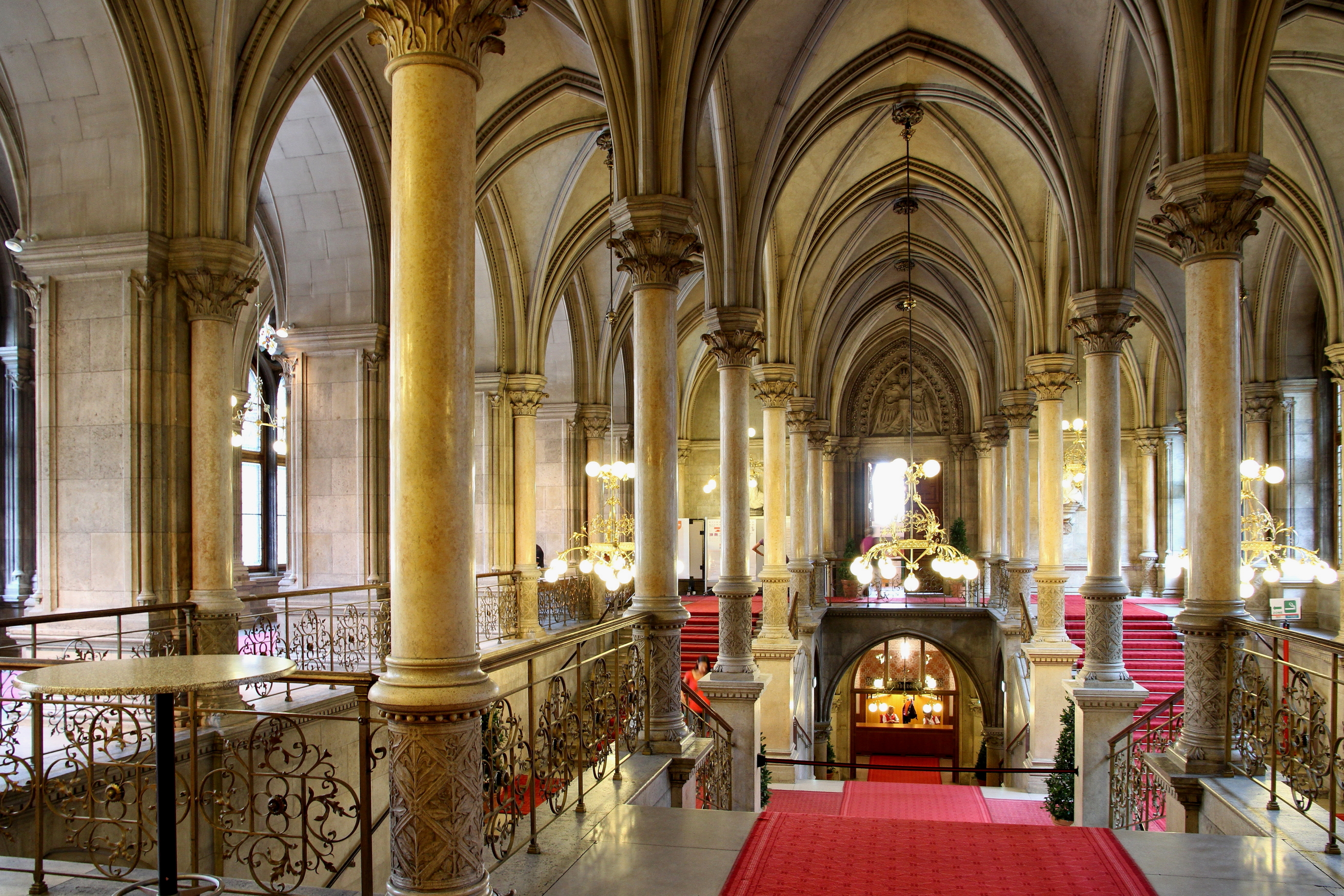
Interiér radnice

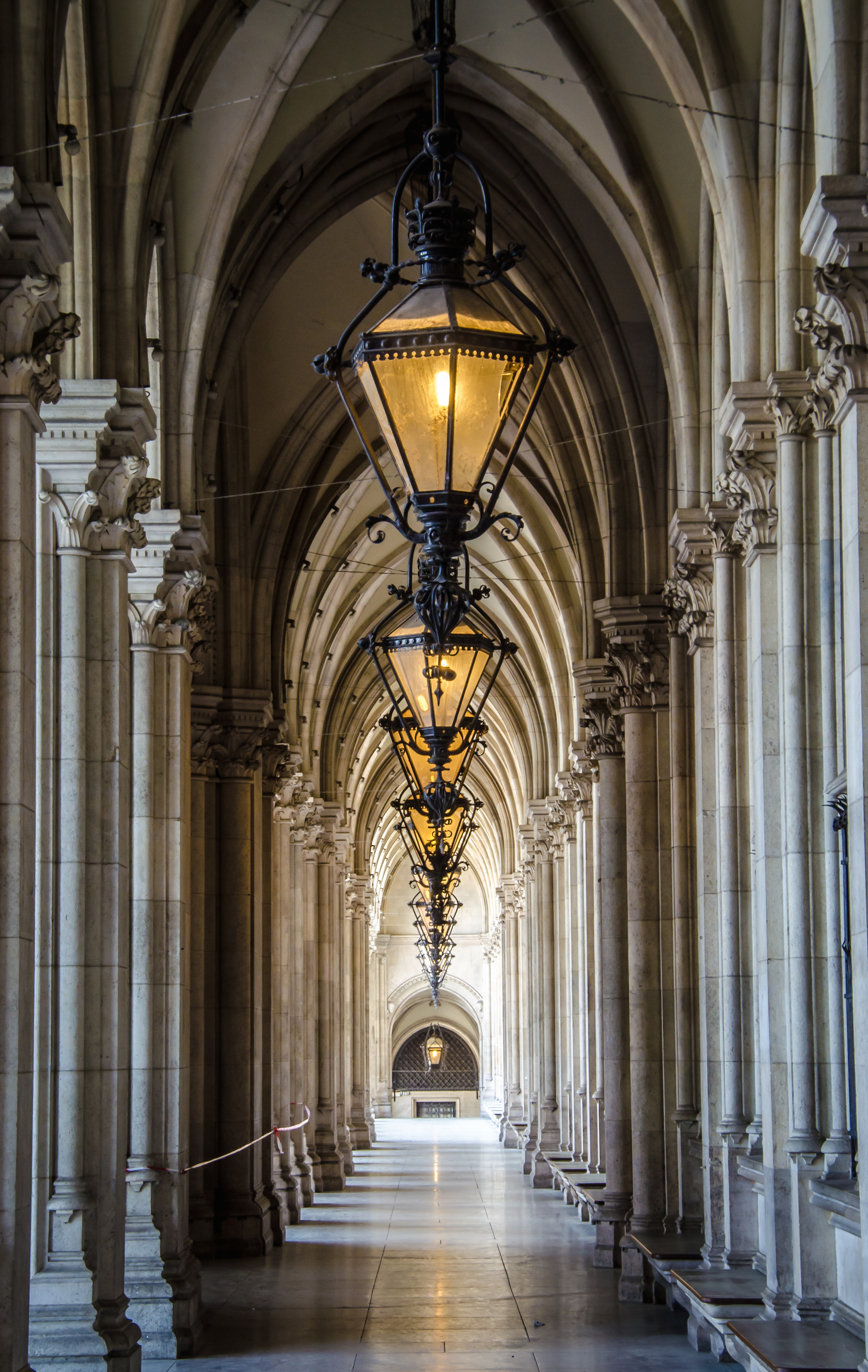
Detail loubí radnice

Vídeňská radnice, postavená v letech 1872–1883, je jednou z mnoha historizujících budov, které byly v této době postaveny podél Ringstraße. Průčelí radnice je příkladem novogotické světské stavby. Exteriér, zejména 98 metrů vysoká věž, je inspirován tradicí vlámských gotických radnic, jako je bruselská radnice na náměstí Grande-Place. Půdorys se sedmi nádvořími navazuje spíše na koncepci barokních paláců. Přiřazení stavby jako celku k novogotickému slohu je proto třeba brát s rezervou a odmítl ho i sám Friedrich von Schmidt.
S podlahovou plochou 19 592 m² má radnice celkovou užitnou plochu 113 000 m². Budova je 152 m dlouhá a 127 m široká. Má 1 575 místností má 2 035 oken. Náklady na stavbu dosáhly přibližně 14 milionů zlatých. 

### Použitý materiál
Budova je postavena z cihel a obložena přírodním kamenem. Pouze jednotlivé části, jako například věže, jsou celé z kamene. Byly použity především vápence z Litavských vrchů. Vápencové desky však musely být pořizovány z různých částí monarchie i ze zahraničí, protože poptávku vyvolanou dalšími stavbami na Ringstraße nemohly uspokojit pouze lomy nacházející se v blízkosti Vídně.

### Pomník Friedricha von Schmidta
Uprostřed prostranství západně u radnice byl 28. května 1896 odhalen pomník Friedricha von Schmidta od autorů Edmunda Hofmanna von Aspernburg a Juliana Deiningera. V roce 1907 byl prostor pojmenován Friedrich-Schmidt-Platz. V 60. letech 20. století byl pomník kvůli dopravě přemístěn do severní části parku.

### Hlavní věž
Na vrcholu 98 metrů vysoké hlavní věže uprostřed průčelí stojí tzv. radniční muž (Rathausmann ), 5,4 metrů vysoká měděná socha v podobě praporečníka ve zbroji. Vytvořil ji umělecký kovář Alexander Nehr podle modelu malíře Franze Gastella a městu ji věnoval zámečnický mistr a továrník Ludwig Wilhelm z Rossau. Modelem byla údajně slavnostní zbroj císaře Maxmiliána I. Se sochou i podstavcem je věž vysoká 103,3 metrů, což z ní činí jednu z nejvyšších staveb ve Vídni. Socha byla na vrchol věže instalována 21. října 1882.
Za vlády národního socialismu byla kvůli Adolfu Hitlerovi odstraněna část parapetu v prvním patře a postaven dřevěný balkon, odkud 9. dubna 1938 pronesl projev. Tento balkon byl později nahrazen kamenným.

## Zajímavosti
Radnice ve Vídni se stala předlohou pro radnici v Liberci z roku 1888, postavenou dle návrhu Franze Neumanna. Stojí na prostranství s parkem, ve kterém se konají koncerty a prodejní trhy.

## Doprava
U radnice je stanice metra Rathaus (linky U2) a také zastávka tramvají Rathaus/Burgtheater.